# Rik Smits
Rik Smits (Eindhoven, 23 d'agost de 1966) és un exjugador de bàsquet neerlandès, que jugà durant tota la seva carrera als Indiana Pacers. El pivot de 2,24 m d' alçada fou escollit pels Pacers en la segona posició del Draft de l'NBA del 1988. Se'l coneixia amb el sobrenom de «The Dunkin' Dutchman» (El neerlandès de les esmaixades).